# Administrativní dělení Polska

Polská vojvodství

Polsko (polsky Polska, oficiálním celým názvem Rzeczpospolita Polska) má 3 úrovně administrativního dělení. Jako celek je unitárním státem. Současný systém byl zaveden na základě několika zákonů přijatých polským parlamentem v roce 1998, v platnost vstoupil dne 1. ledna 1999. V letech 1975-1998 existovalo 49 menších „vojvodství“, nefungovaly však žádné okresy. Následná reforma vytvořila 16 větších vojvodství (z velké části založených a pojmenovaných podle historických regionů) a opět zavedla okresy.
Hranice vojvodství ne vždy odpovídají historickým hranicím polských regionů. Přibližně polovina Slezského vojvodství patří do historické oblasti Malopolska. Podobně oblast kolem města Radomi, která je historicky součástí Malopolska, se nachází v Mazovském vojvodství. Také Pomořanské vojvodství zahrnuje pouze východní okraj území Pomořanska, jelikož jeho západní část je v Německu a východní hranice se opakovaně posouvala.

## Přehled
- Nejvyšší správní celek se nazývá województwo (česky vojvodství). Celkem je Polsko tvořeno 16 vojvodstvími. Správní moc na úrovni vojvodství je rozdělena mezi guvernéra jmenovaného ústřední vládou, zvaného vojvoda (obvykle politicky jmenovaný), volené shromáždění zvané sejmik a výkonnou radu, kterou toto shromáždění volí. V čele vojvodství stojí maršálek.
- Druhý stupeň dělení představují powiaty (jednotné číslo powiat, česky okres). V celém státě je 380 okresů. Okresy se dělí na:
  - 66 měst s právem okresu (miasto na prawach powiatu) – obce se statusem města, které zároveň vykonávají funkci okresu, hovorově jsou nazývané pojmem powiat grodzki – městský okres. Jedná se o města nad 100 tisíc obyvatel, bývalá centra vojvodství z období před reformou v roce 1999 mimo Ciechanowa, Piły a Sieradze a některá města ve velkých aglomeracích – Jastrzębie-Zdrój, Jaworzno, Mysłowice, Piekary Śląskie, Siemianowice Śląskie, Sopoty, Świętochłowice, Svinoústí a Żory
  - 314 okresů – hovorově nazývané powiat ziemski – zemský okres; mohou mít sídlo v přilehlém městě s právem okresu
- Třetí nejnižší stupeň je gmina (do češtiny ne zcela přesně překládáno jako obec). Celkem je k 1. lednu 2025 v Polsku 2479 obcí, které se dělí do třech kategorií:
  - Gmina miejska – městská gmina (celkem 302 včetně 66 měst s právem okresu)
  - Gmina miejsko-wiejska – městsko-vesnická gmina (718)
  - Gmina wiejska – vesnická gmina (1459; z toho 158 gmin má sídlo ve městě mimo své území)

## Vojvodství
| ISO 3166-2 | Název                                    | Hlavní město                     | Populace (ke 30. 6. 2024) | Plocha (km²) | Hustota obyd. (obyv./km²) | Geodata (OSM) |
| ---------- | ---------------------------------------- | -------------------------------- | ------------------------- | ------------ | ------------------------- | ------------- |
| PL-DS      | Dolnoslezské (Dolnośląskie)              | Vratislav                        | 2 874 496                 | 19 946       | 144                       | OSM, WMF      |
| PL-KP      | Kujavsko-pomořské (Kujawsko-pomorskie)   | Bydhošť, Toruň                   | 1 990 323                 | 17 971       | 111                       | OSM, WMF      |
| PL-LD      | Lodžské (Łódzkie)                        | Lodž                             | 2 354 135                 | 18 219       | 129                       | OSM, WMF      |
| PL-LU      | Lublinské (Lubelskie)                    | Lublin                           | 2 003 475                 | 25 122       | 80                        | OSM, WMF      |
| PL-LB      | Lubušské (Lubuskie)                      | Gorzów Wielkopolski, Zelená Hora | 972 140                   | 13 987       | 69                        | OSM, WMF      |
| PL-MA      | Malopolské (Małopolskie)                 | Krakov                           | 3 429 685                 | 15 182       | 226                       | OSM, WMF      |
| PL-MZ      | Mazovské (Mazowieckie)                   | Varšava                          | 5 510 618                 | 35 558       | 155                       | OSM, WMF      |
| PL-OP      | Opolské (Opolskie)                       | Opolí                            | 933 349                   | 9 411        | 99                        | OSM, WMF      |
| PL-PK      | Podkarpatské (Podkarpackie)              | Řešov                            | 2 067 139                 | 17 845       | 116                       | OSM, WMF      |
| PL-PD      | Podleské (Podlaskie)                     | Bělostok                         | 1 135 201                 | 20 187       | 55                        | OSM, WMF      |
| PL-PM      | Pomořské (Pomorskie)                     | Gdaňsk                           | 2 359 956                 | 18 323       | 129                       | OSM, WMF      |
| PL-SL      | Slezské (Śląskie)                        | Katovice                         | 4 305 126                 | 12 333       | 350                       | OSM, WMF      |
| PL-SK      | Svatokřížské (Świętokrzyskie)            | Kielce                           | 1 163 001                 | 11 710       | 99                        | OSM, WMF      |
| PL-WN      | Varmijsko-mazurské (Warmińsko-mazurskie) | Olštýn                           | 1 353 374                 | 24 173       | 56                        | OSM, WMF      |
| PL-WP      | Velkopolské (Wielkopolskie)              | Poznaň                           | 3 484 177                 | 29 826       | 117                       | OSM, WMF      |
| PL-ZP      | Západopomořanské (Zachodniopomorskie)    | Štětín                           | 1 626 876                 | 22 904       | 71                        | OSM, WMF      |